# Jean-François de Bourgoing

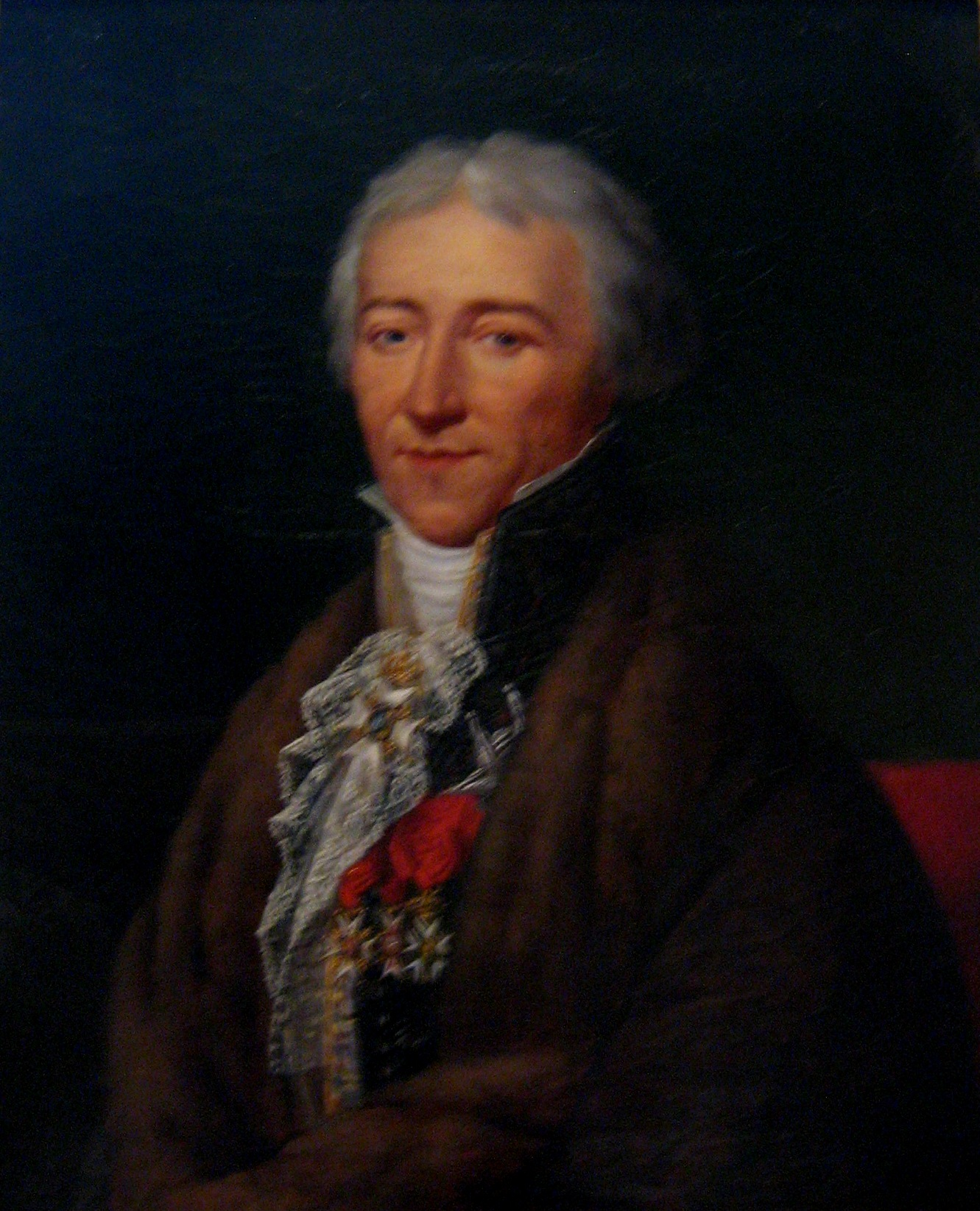
Jean-François de Bourgoing

Jean-François de Bourgoing (* 20. November 1748 in Nevers; † 20. Juli 1811 in Karlsbad) war ein französischer Diplomat und Schriftsteller.

## Leben
De Bourgoing absolvierte zunächst ab 1760 die Militärakademie (École militaire de Paris), studierte dann an der Universität Straßburg  und trat 1768 als Offizier in das Régiment d’infanterie d’’Auvergne ein. Ohne jemals gekämpft zu haben, wechselte er von dort bald in den diplomatischen Dienst. Er wurde zunächst Attaché bei der französischen Gesandtschaft in Regensburg. Als er Étienne-François de Choiseul Vorstellungen über einen Befehl machte, wurde er zu seinem Regiment zurückgeschickt, in dem er nun sieben Jahre diente. 1777 wurde er dem französischen Gesandten in Madrid, Montmorin, beigegeben. Hier erwarb er sich während seines neunjährigen Aufenthalts eine genaue Kenntnis von Spanien, wie sein Werk Nouveau voyage en Espagne, ou tableau de l’état actuel de cette monarchie (3 Bde., Paris 1789; 4. Auflage unter dem Titel Tableau de l’Espagne moderne, 1807; deutsch, 4 Bde., Jena 1789–1808) beweist. 1787 war er Ludwigs XVI. bevollmächtigter Gesandter bei den Fürsten und Ständen des niedersächsischen Kreises in Hamburg und ging 1792 als Gesandter an den spanischen Hof nach Madrid. Beim Ausbruch des Kriegs zwischen Spanien und Frankreich 1793 abberufen, lebte er unter dem Direktorium in Nevers, bis er nach dem Staatsstreich des 18. Brumaire VIII (9. November 1799) von Napoleon I. 1800 als Gesandter nach Kopenhagen und 1801 nach Stockholm geschickt wurde. 1807 wurde er Gesandter in Dresden und starb 1811 im Alter von 62 Jahren in Karlsbad. Sein Sohn Paul-Charles-Amable de Bourgoing wurde ebenfalls Diplomat.

## Schriften
- Tableau de l’Espagne Moderne. À Paris: Chez Levrault frères, Libraires, quai Malaquais, et à Strasbourg, chez les mêmes, 1796–1797.
- Mémoires historiques et philosophiques sur Pie VI et son pontificat. 2 Bände. Paris 1798–1800; 2. Auflage ebenda 1800.
- Coup d’œil politique sur l’Europe à la fin du dixhuitième siècle. 2 Bände. Paris 1801.
- als Hrsg.: Voyage du ci-devant duc du Châtelet, en Portugal, ou se trouvent des details interessans sur ses colonies, sur le tremblement de terre de Lisbonne, sur M. de Pombal et la Cour. Buisson, Paris 1797–1798.

## Auszeichnungen
- Kommandeur der Ehrenlegion,[1]
- Académie des sciences, korrespondierendes Mitglied
- Königlich Dänische Akademie der Wissenschaften, Mitglied
- Akademie gemeinnütziger Wissenschaften zu Erfurt, auswärtiges Mitglied ab 1808
- Königlich Schwedische Akademie der Wissenschaften, auswärtiges Mitglied ab 1810
- Ritter des Schwedischen Nordstern-Orden.